# Добрица Веселінович
Добрица Веселінович (серб. Добрица Веселиновић / Dobrica Veselinović; нар. 27 липня 1981)— сербський опозиційний політик і активіст. Лідер політичної організації «Не втопимо Белград». Був одним із лідерів протестів проти знесення Савамали в Белграді в 2016 і 2017 роках.
Він виступає за вступ Сербії до Європейського Союзу та введення санкцій проти Росії.